# Ramiros
Ramiros é uma comuna e distrito urbano angolano que se localiza na província de Luanda, pertencente ao município de Belas.
É banhado pelas águas da baía do Mussulo.